# Keven Alemán
Keven Steven Alemán-Bustos (ur. 25 marca 1994 w San José) – piłkarz kanadyjski pochodzenia kostarykańskiego grający na pozycji ofensywnego pomocnika, zawodnik FC Edmonton. Były reprezentant reprezentacji Kanady.

## Życiorys
Urodzony w Kostaryce Alemán przeprowadził się do Ontario w wieku 10 lat i został obywatelem Kanady.

### Kariera klubowa
Swoją karierę piłkarską Alemán rozpoczął w akademii piłkarskiej Toronto FC Academy. W 2011 został zawodnikiem młodzieżowej drużyny Realu Valladolid z Hiszpanii. W sezonie 2012/2013 zadebiutował w rezerwach tego klubu w Tercera División. 7 sierpnia 2014 wraz z Antonio Pedrozą został zawodnikiem CS Herediano, skąd w 2015 i 2016 wypożyczony był do Belén FC. W grudniu 2016 ogłoszono, że Alemán podpisał 2,5-letnią umowę z Deportivo Saprissa ważną od 1 stycznia 2017, wraz z nim do klubu trafiają Dave Myrie, Aarón Cruz i Yostin Salinas. 18 stycznia 2018 Alemán podpisał kontrakt z amerykańską drużyną Sacramento Republic FC z USL Championship.
24 marca 2020 podpisał kontrakt z kanadyjskim klubem FC Edmonton z Canadian Premier League, umowa do 30 listopada 2020. 

### Kariera reprezentacyjna
W 2011 roku Aleman grał z reprezentacją Kanady U-17 na Mistrzostwach Świata U-17. 
W seniorskiej reprezentacji Kanady zadebiutował 12 lipca 2013 na stadionie CenturyLink Field (Seattle, USA) w przegranym 0:2 towarzyskim meczu z Meksykiem. W 2013 roku został powołany do kadry na Złoty Puchar CONCACAF 2013.

## Statystyki

### Klubowe
| Sezon   | Klub              | Kraj      | Rozgrywki        | Mecze | Bramki |
| ------- | ----------------- | --------- | ---------------- | ----- | ------ |
| 2012/13 | Real Valladolid B | Hiszpania | Tercera División | ?     | ?      |
| 2013/14 | Real Valladolid B | Hiszpania | Tercera División |       |        |